# كهوف فورونتسوفكا
كهوف فورونتسوفكا (بالروسية: Воронцовская система пещер) هي سلسلة طويلة من الكهوف في منطقتي خوستا وأدلر في سوتشي، روسيا. وهي جزء من مجموعة من الأحجار الجيرية التي تعود إلى حقبة الحياة الوسطى والتي تمتد موازية لساحل البحر الأسود لمسافة 400 كيلومتر. ويحتوي على كهف كروبيرا، أعمق كهف في العالم.

## معرض الصور

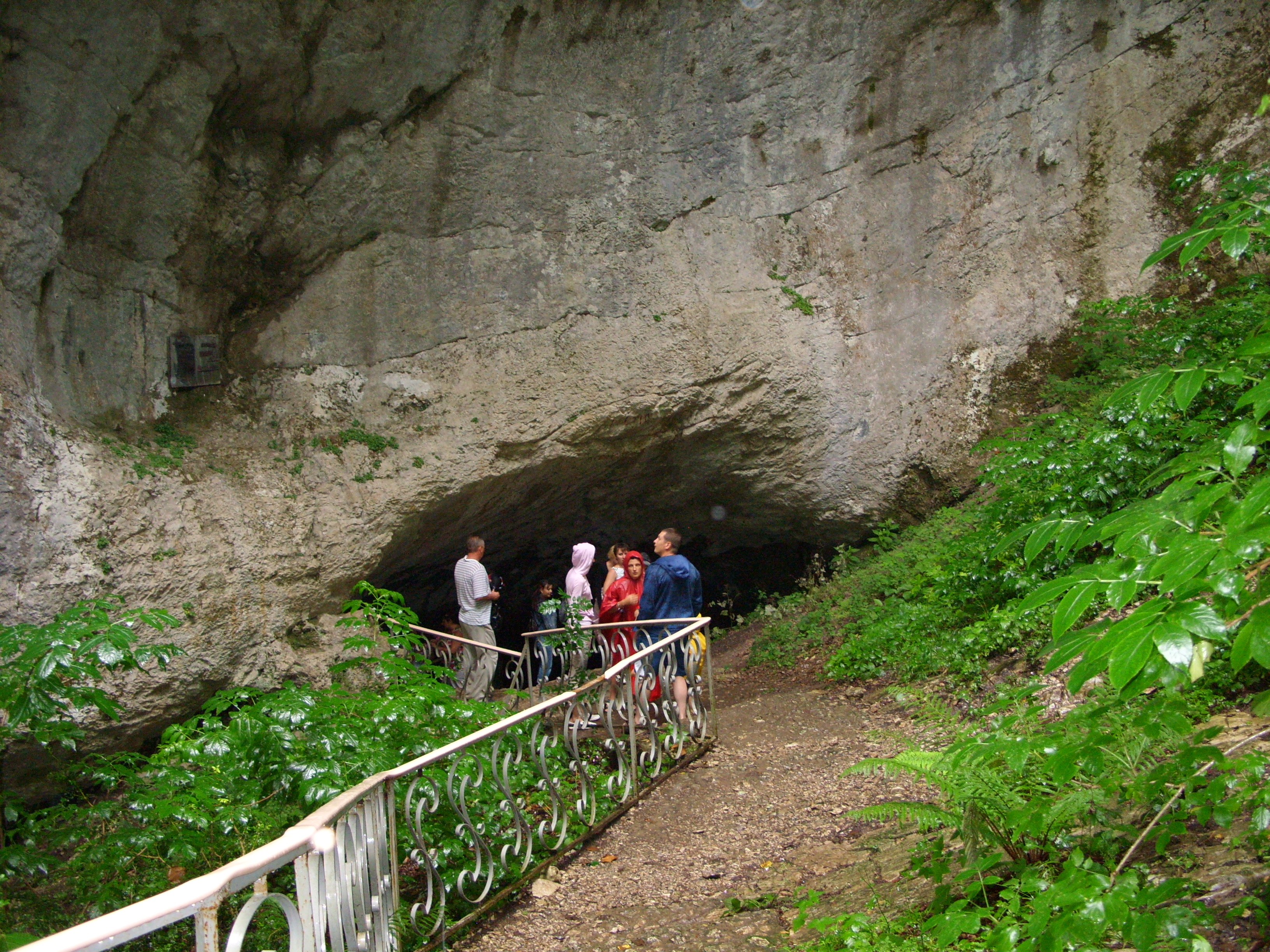
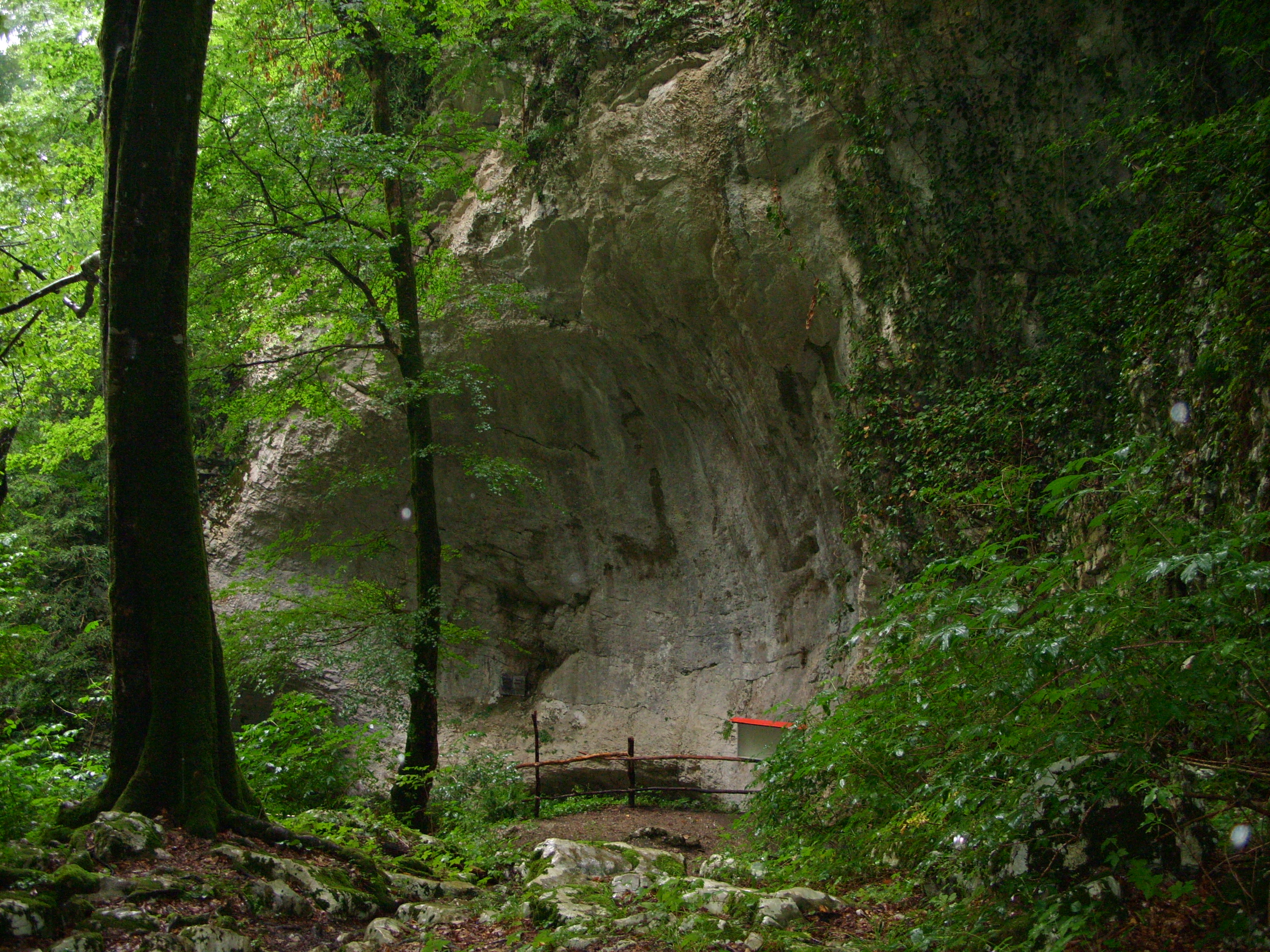
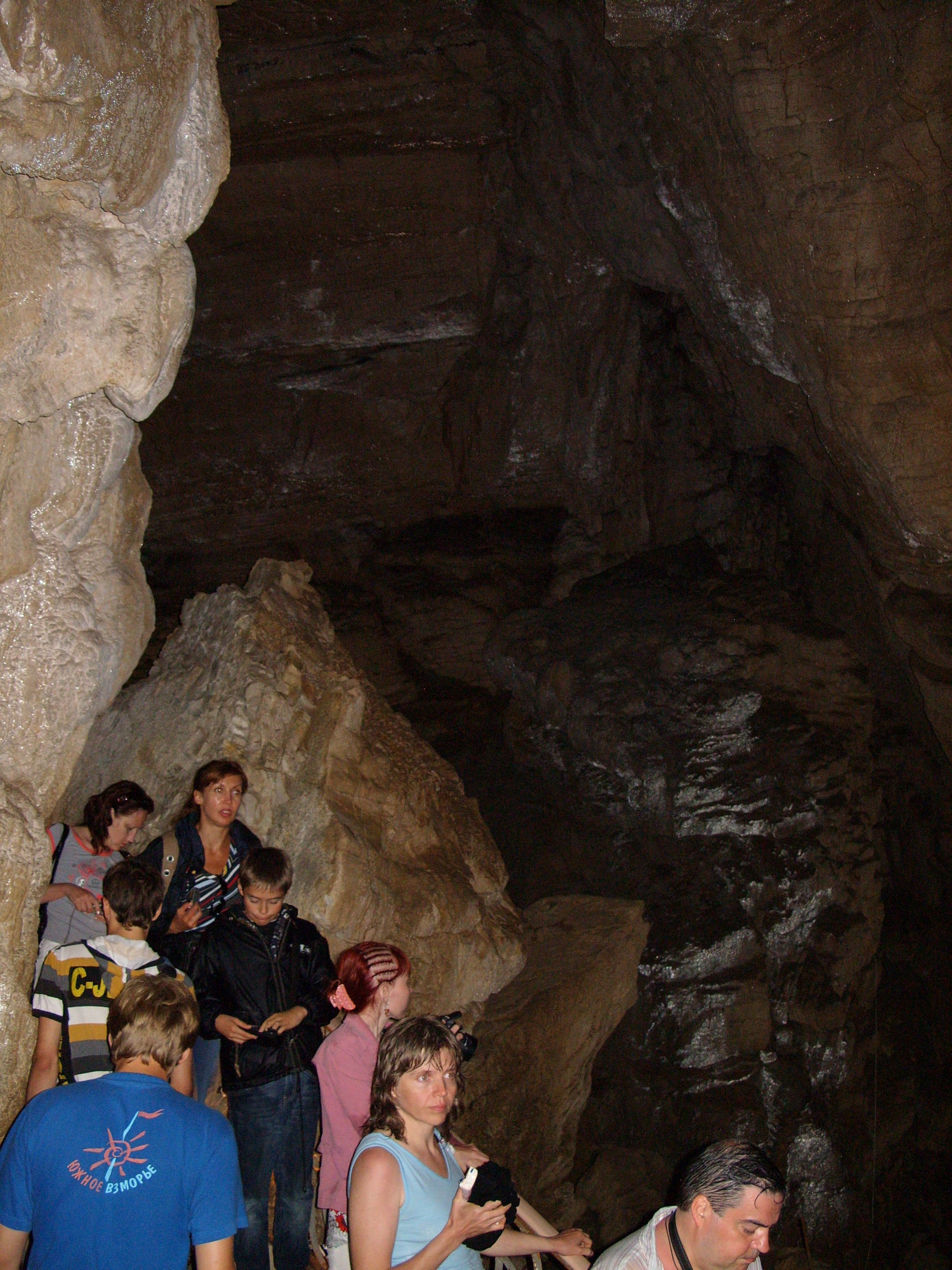
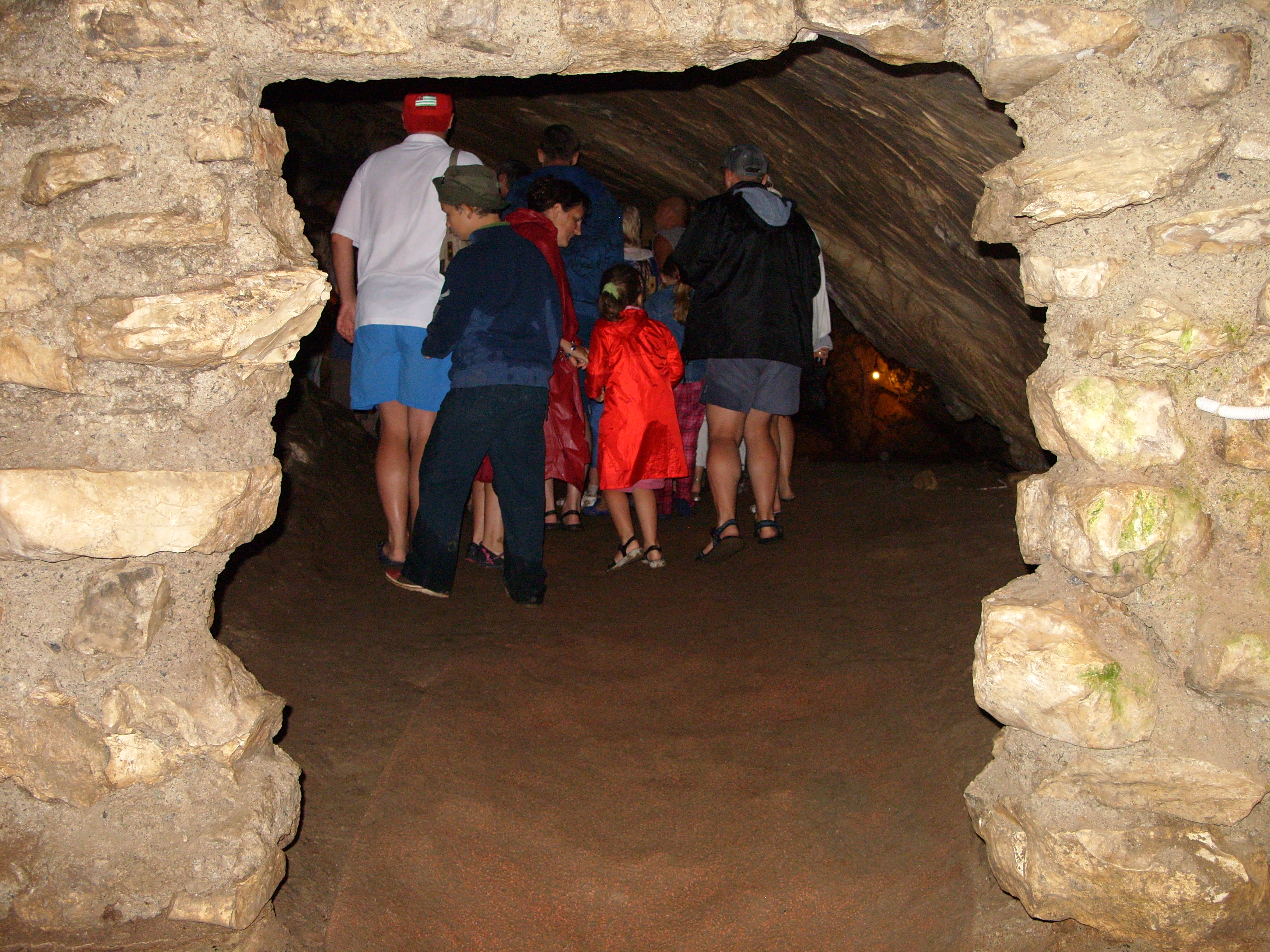